# Bernd Merkel
Bernd Merkel (* 25. Oktober 1938 in Wirges; † 28. April 2024 in Hohenkirchen) war ein deutscher Zahnmediziner und Admiralarzt der Bundeswehr.

## Leben
Merkel wurde 1967 in Frankfurt promoviert. Von 1984 bis 1988 leitete er die Zahnarztgruppe der Marinesanitätsstaffel Wilhelmshaven und war gleichzeitig Beratender Zahnarzt beim Marineabschnittskommando Nordsee. Von 1988 bis 1992 war er Leitender Zahnarzt der Marine im Marineamt (Abteilung Sanitätsdienst). 1992 wurde Merkel als Admiralarzt nach Bonn ins Sanitätsamt der Bundeswehr als Inspizient Zahnmedizin der Bundeswehr versetzt.
Bernd Merkel wurde 1988 mit dem Ehrenkreuz der Bundeswehr in Gold, 1992 mit der Otto-Loos-Medaille des „Zahnärztlichen Vereins zu Frankfurt“ und 1996 mit dem Verdienstkreuz am Bande des Verdienstordens der Bundesrepublik Deutschland ausgezeichnet.
Bernd Merkel wurde 1996 in den Ruhestand versetzt. Er war verheiratet und hatte drei Söhne. Er lebte in Wangerland-Hohenkirchen.

## Schriften
- Zur Zahnüberzahl in den Endgebieten der Zahnleiste. Dissertation. Universität Frankfurt 1967.